# Mszanki
Mszanki (biał. Мшанкі, Mszanki; ros. Мшанки, Mszanki) – wieś na Białorusi, w obwodzie brzeskim, w rejonie kamienieckim, w sielsowiecie Kamieniuki.
W latach 1921–1939 należała do gminy Białowieża.
Według Powszechnego Spisu Ludności z 1921 roku wieś zamieszkiwało 59 osób, wśród których 1 było wyznania rzymskokatolickiego, 58 prawosławnego. Jednocześnie wszyscy mieszkańcy zadeklarowali polską przynależność narodową. We wsi było 14 budynków mieszkalnych.